# 塞皮亚纳
塞皮亚纳（義大利語：Seppiana），是意大利韦尔巴诺-库西亚-奥索拉省的一个市镇。总面积5平方公里，人口157人，人口密度31.4人/平方公里（2009年）。ISTAT代码为103063。